# Alejandro Baldé
Alejandro Baldé Martínez (Barcelona, 18 oktober 2003) beter bekend als Alejandro Baldé is een Spaans-Dominicaans voetballer die doorgaans als linksback speelt. Hij stroomde door vanuit de jeugdopleiding van FC Barcelona. Baldé debuteerde in 2022 in het Spaans voetbalelftal. 

## Clubcarrière

### Jeugd
Baldé werd geboren in Barcelona, zijn vader is van Guinee-Bissause afkomst en zijn moeder van Dominicaanse afkomst. Hij speelde in de jeugd van CE Sant Gabriel en daarna in die van Espanyol, maar werd snel opgepikt door de scouts van FC Barcelona, die hem op 8-jarige leeftijd in 2011 naar La Masia haalde. Toen Baldé net zeventien was, debuteerde hij voor Barca U19. Hier speelde hij samen met Konrad de la Fuente, Nico Gonzalez en Ilaix Moriba. Hij is een van de talentvolste spelers uit de jeugdopleiding en de Spaanse jeugdteams. Hij werd gezien als die toekomstige back van de club en een waardige vervanger van Jordi Alba. Op 22 november 2020 maakte Baldé zijn debuut voor FC Barcelona B tegen CE L'Hospitalet. Hij speelde het seizoen veelal in de basis. 

### FC Barcelona
Op 21 juli 2021 maakte hij onder Ronald Koeman zijn debuut voor FC Barcelona in een oefenwedstrijd tegen Gimnàstic de Tarragona dat eindigde in 4-0. Een dag later verlengde FC Barcelona meteen het contract van Baldé dat hem met de club verbindt tot medio 2024 met een afkoopclausule van 500 miljoen. Op 14 september 2021 maakte hij in de Champions League tegen FC Bayern München zijn officiële debuut voor Barcelona. Zes dagen later maakte Baldé zijn competitiedebuut voor Barcelona in de competitiewedstrijd met Granada. Na 42 minuten moest hij geblesseerd worden vervangen door Óscar Mingueza. Dat seizoen kwam hij mede door blessureleed tot slechts zeven wedstrijden voor FC Barcelona.
Voorafgaand aan zijn tweede seizoen vertrok Alba bij Barcelona, waardoor Baldé een stuk meer speeltijd zou krijgen. Op 14 mei 2023 scoorde hij zijn eerste goal voor de club in een 4-2 overwinning op RCD Espanyol, waarin hij bovendien ook een assist gaf. Hij speelde dat seizoen 44 wedstrijden, waarin hij goed was voor één goal en zeven assists. Bovendien maakte hij zijn debuut voor Spanje. In de eerste seizoenshelft speelde hij bijna alles. Baldé verlengde op 21 oktober 2023 zijn contract voor 5 jaar. In januari 2024 kampte hij met een peesblessure, waardoor hij de rest van het seizoen moest missen. Ook het EK 2024 zou in gevaar komen.

## Clubstatistieken
| Seizoen                       | Club           | Competitie         | Competitie | Competitie | Beker | Beker | Overig | Overig | Totaal | Totaal |
| Seizoen                       | Club           | Competitie         | Wed.       | Dlp.       | Wed.  | Dlp.  | Wed.   | Dlp.   | Wed.   | Dlp.   |
| ----------------------------- | -------------- | ------------------ | ---------- | ---------- | ----- | ----- | ------ | ------ | ------ | ------ |
| 2020/21                       | FC Barcelona B | Segunda División B | 16         | 0          | —     | —     | —      | —      | 16     | 0      |
| 2021/22                       | FC Barcelona B | Segunda División B | 15         | 0          | —     | —     | —      | —      | 15     | 0      |
| 2021/22                       | FC Barcelona   | Primera División   | 5          | 0          | 0     | 0     | 2      | 0      | 7      | 0      |
| 2022/23                       | FC Barcelona   | Primera División   | 33         | 1          | 5     | 0     | 6      | 0      | 44     | 1      |
| 2023/24                       | FC Barcelona   | Primera División   | 18         | 0          | 4     | 1     | 6      | 0      | 28     | 1      |
| Carrièretotaal                | Carrièretotaal | Carrièretotaal     | 87         | 1          | 9     | 1     | 14     | 0      | 110    | 2      |
| Bijgewerkt op 7 februari 2024 |                |                    |            |            |       |       |        |        |        |        |

## Erelijst
| Supercopa de España | 2x | 2022/23, 2024/25 |
| Primera División    | 1x | 2022/23          |
| Copa del Rey        | 1x | 2024/25          |

## Interlandcarrière
Baldé speelde voor Spanje onder 16, 17, 19 en 21. Op 18 november 2022 werd bekend dat Baldé werd opgeroepen voor het Spaans voetbalelftal voor het WK 2022 in Qatar door bondscoach Luis Enrique, dit vanwege de blessure van José Gayà. Op 23 november 2022 debuteerde Baldé in een groepswedstrijd van het WK 2022 tegen Costa Rica (7-0).
| Interlands van Alejandro Baldé voor Spanje | Interlands van Alejandro Baldé voor Spanje | Interlands van Alejandro Baldé voor Spanje | Interlands van Alejandro Baldé voor Spanje | Interlands van Alejandro Baldé voor Spanje | Interlands van Alejandro Baldé voor Spanje |
| No.                                        | Datum                                      | Wedstrijd                                  | Uitslag                                    | Competitie                                 | Doelpunten                                 |
| ------------------------------------------ | ------------------------------------------ | ------------------------------------------ | ------------------------------------------ | ------------------------------------------ | ------------------------------------------ |
|                                            |                                            |                                            |                                            |                                            |                                            |
| Als speler bij FC Barcelona                |                                            |                                            |                                            |                                            |                                            |
| 1.                                         | 23 november 2022                           | Spanje – Costa Rica                        | 7 – 0                                      | FIFA WK 2022 groepsfase                    |                                            |